# JP Pietersen
Jon-Paul Roger „JP“ Pietersen (* 12. Juli 1986 in Stellenbosch) ist ein südafrikanischer Rugby-Union-Spieler, der auf den Positionen Außendreiviertel und Schlussmann für die südafrikanische Nationalmannschaft, die Provinz Natal und im Super Rugby für die Sharks spielt. Er wurde im Jahr 2007 mit den „Springboks“ Weltmeister.

## Karriere
Pietersen gab im Jahr 2005 im Alter von 19 Jahren sein Debüt im Currie Cup. Im folgenden Jahr wurde er erstmals im Super 14 eingesetzt und erreichte mit der U21-Nationalmannschaft Südafrikas das Finale der Weltmeisterschaft. Bei den Tri Nations 2006 wurde er zum ersten Mal für die Herrennationalmannschaft nominiert. Sein erstes Spiel für die „Springboks“ folgte gegen Australien. 
Pietersen war der Topscorer der Saison 2007 im Super 14 mit zwölf Versuchen. Er wurde für die Weltmeisterschaft nominiert und legte beim 36:0-Auftaktsieg über England zwei Versuche. Am Ende des Turniers konnte er den zweiten WM-Titel Südafrikas feiern.
Im Jahr 2009 spielte Pietersen mit Südafrika gegen die British and Irish Lions. Die Springboks gewannen die Serie mit 2:1 und sicherten sich zudem den dritten Titel bei den Tri Nations im selben Jahr.